# Dirk Meyhöfer
Dirk Meyhöfer (* 18. Juli 1950 in Herne) ist ein deutscher Architekturjournalist, Stadtforscher und Kurator.

## Leben
Dirk Meyhöfer studierte nach seinem Abitur am Otto Hahn-Gymnasium in Herne an der TU Hannover Architektur und Stadtplanung (Diplom 1977: Raumentwicklung im Bezug auf historische Bauten und alternativen Tourismus im Artland (Niedersachsen)). Seit 1977 arbeitete er hauptberuflich als Journalist in den Bereichen Architektur, Landschaft, Design und Baugeschichte. Seine journalistische Ausbildung erhielt er bei der WAZ und im Landesfunkhaus des NDR. Von 1977 bis 1987 war er Redakteur im Jahreszeitenverlag Hamburg, u. a. bei der Zeitschrift AW Architektur & Wohnen. Seit 1987 arbeitete er als freier Journalist für Tageszeitungen, Magazine, Architekturfachzeitschriften und den öffentlich-rechtlichen Rundfunk. U.a für Süddeutsche Zeitung, brandeins, DBZ, Spiegel Kultur und DLF. Ab 1989 ist er Herausgeber des Hamburger Architekturjahrbuches.
In den 1990er und 2000 Jahren arbeitete er in der Architektur- u. Baukommunikation für Firmen wie Vorwerk Textil, Vegla, Ligne Roset und BMW. Er war freier Mitarbeiter für die Kommunikation der HafenCity Hamburg (bis 2012) und der IBA Hamburg 2013.
Seit 2000 hatte er Lehraufträge an diversen deutschen Hochschulen; u. a. TH OWL in Detmold, an der SOAB/Hochschule Bremen und der HafenCity Universität Hamburg. 2021 wurde er an der HCU mit einer Dissertation zu dem Thema „Hafencity Hamburg – Vom Nichtort zur Marke, Stadtentwicklung als Branding“ promoviert.
Meyhöfer ist verheiratet mit Dorothee Meyhöfer; beide haben einen Sohn. Er lebt in Hamburg und in Höxter. Als  Ehrenamtlicher kümmert er sich seit 2016 um die Themen Stadtentwicklung, Altstadterhaltung und Welterbe. Er ist Mitglied im Deutschen Werkbund (Nord).
Im Juni 2022 wurde er zum Stadtheimatpfleger von Höxter gewählt.

## Veröffentlichungen, Sendungen, Ausstellungen
Dirk Meyhöfer ist Autor von etwa 100 Büchern.
- Bahnhofswelt. Braus, Heidelberg 1983, ISBN 978-3-921524-23-7.
- Hamburgs Backstein. Sautter + Lackmann, Hamburg 1986, ISBN 978-3-88920-004-4.
- Architektur in Hamburg. Jahrbücher (Hrsg. zusammen mit Ullrich Schwarz), Junius, Hamburg 1989–2021/22, ISBN 978-3-96060-535-5.
- Architectural Visions for Europe (Hrsg. u. Autor) Vieweg, Wiesbaden 1994, ISBN 978-3-322-84292-3[4]
- Contemporary European Architects II. Taschen, Köln 1995, ISBN 978-3-8228-9455-2.
- Architektur des Weines. AV Editor, 1999, ISBN 978-3-929638-31-8.
- Rolf Heide. AV Edition, Stuttgart 2000, ISBN 978-3-929638-41-7.
- BRT Glasarchitektur. Junius, Hamburg 2002.[6]
- Architektur des Wissens. Junius, Hamburg 2003, ISBN 978-3-88506-540-1.
- MotorTecture. AV Edition, Stuttgart 2003, ISBN 978-3-929638-77-6
- VOICES 13Zehn. Hamburger Architekturpositionen, Junius, Hamburg 2005.
- Hamburg – der Architekturführer. Braun, Berlin 2006, ISBN 978-3-03768-037-7.
- Made in Germany, Best of Architecture. Braun, Berlin 2007.
- Colour, Metal, Wood, Concrete, Stone. Fünf Bände, Braun, Berlin 2007–2009[1].
- Ungewöhnlich Wohnen! Bremer Perspektiven. Jovis, Berlin 2012, ISBN 978-3-86859-158-3.
- HafenCity Hamburg Das erste Jahrzehnt. Junius, Hamburg 2012, ISBN 978-3-88506-485-5.
- Waterfront – Architekturführer. HafenCity u. a.; Hamburg 2013.
- Architektur des Weines II. AV Edition, Stuttgart 2014.
- Architektur und Kunst Hamburg. Reclam, 2016, ISBN 978-3-15-019098-2.[5]
- Die Kunst der richtigen Distanz. Niggli, Zürich 2016[2], ISBN 978-3-7212-0949-5.
- upTown Houses. Jovis, Berlin 2017, ISBN 978-3-86859-470-6.
- Hamburg Aquarelle und Skizzen. Junius, Hamburg 2018, ISBN 978-3-96060-502-7.
- Put People First. Jovis, Berlin 2020, ISBN 978-3-86859-658-8.

Audioproduktionen
- 1998/99 -Siebenteilige Interviewserie im DLF. Köln: „Kein Abschied von der Moderne“ mit Günter Behnisch, Peter Eisenman, Hans Hollein u. a.Transkription bei JUNIUS[3]
- 2004/705 Sechsteilige Interviewserie 2004/05: Zukunft der Stadt, u. a. mit Karl Ganser, Albert Speer und Karl Schlögel.
- Features im DLF seit 1989, u. a.; Pariser Platz, Bauen für die Demokratie. Auf der Suche nach der neuen Form: Architektur zur Jahrtausendwende; Architektur nach dem 11. September; Feature „Schinkels Erben“ Klangräume, Raumklänge. Die Smithsons , Die Lange Nacht von Hamburg

Ausstellungen
- 1993, Peter Eisenman, Hamburg, Galerie Kammer, Hamburg
- 1994, David Chipperfield, Hamburg Galerie Kammer, Hamburg
- 1994, Steven Holl, Hamburg Galerie Kammer, Hamburg
- 1997 Wanderausstellung „Veränderungen am Strom“, Hamburg, Rotterdam
- 2003/04 Wanderausstellung „ArcHHitektur made in Hamburg“, Hamburg, Veije, Kopenhagen, Tallin, Berlin, 2003/04
- 2006 Autor und Regie der Audioinstalltion „Talking Cities Radio“ auf der Entry in Essen
- Wanderausstellung „Montags beim Papst“, seit 2009: Bad Münder, Kiel, Köln[8]
- Kurator Installation „BIG in HH“ in der HafenCity, 2009
- Kurator VOICES_21ZWO im Hamburger Architektursommer 2012

## Auszeichnungen
- 1989: 3. Preis Architekturkritik der Bundesarchitektenkammer